# 1988 في النمسا
فيما يلي قوائم الأحداث التي وقعت خلال عام 1988 في النمسا.

## أحداث
- 1 يناير – الألعاب البارالمبية الشتوية 1988

## سياسة

### انتهاء فترة المنصب
- 1 يناير – فريدا ميسنر-بلاو عضو المجلس الوطني للنمسا.

## مواليد

### يناير
- 2 يناير – يوليان باومغارتلينغر لاعب كرة قدم نمساوي.
- 5 يناير – فابيان بوتش لاعب كرة يد نمساوي.

### فبراير
- 17 فبراير – ناتاشا كامبوش

### أبريل
- 8 أبريل – ريكاردو زويدل درّاج طريق نمساوي.

### نوفمبر
- 3 نوفمبر – فيلي كافلاك لاعب كرة قدم تركي.
- 6 نوفمبر – كونشيتا ورست مغني نمساوي.

## وفيات

### يناير
- 1 يناير – جورج ستتر (مواليد 1895) فيزيائي نمساوي.
- 2 يناير – فريتز هيدر (مواليد 1896)

### مارس
- 16 مارس – إيريك بروبست (مواليد 1927) لاعب كرة قدم نمساوي.

### أكتوبر
- 27 أكتوبر – كورت هارتزستارك (مواليد 1902) مهندس نمساوي.

### نوفمبر
- 22 نوفمبر – إريش فريد (مواليد 1921) كاتب نمساوي.